# Yusuf Şimşek
Yusuf Şimşek (* 20. Juli 1975 in Elmalı, Provinz Antalya) ist ein ehemaliger türkischer Fußballspieler und heutiger -trainer. Durch seine langjährige Tätigkeit für Denizlispor wird er stark mit diesem Verein assoziiert. Mit über 200 Erst- und Zweitligaspielen für Denizlispor gehört er zu den Spielern mit den meisten Einsätzen der Vereinsgeschichte. Auf Fan- und Vereinsseiten wird er als einer der bedeutendsten Spieler der Vereinsgeschichte aufgefasst.

## Spielerkarriere

### Verein
Şimşek fing mit seiner Profikarriere bei Kemerspor an. In der Saison 1996/97 wechselte er zu Denizlispor. Dort spielte er vier gute Jahre. Im Sommer 2000 wechselte er als großes Talent zu Fenerbahçe Istanbul. Bis zur Winterpause der Saison 2003/04 trug er das Trikot der Blau-Gelben. Jedoch konnte Yusuf sich dort nicht zu einem Stammspieler entwickeln. In dieser Winterpause verlieh Fenerbahçe den Mittelfeldspieler an Gaziantepspor. Nach seiner Rückkehr aus Gaziantep verließ Şimşek Fenerbahçe endgültig und ging in die türkische Hauptstadt zu Ankaraspor.
Sein Aufenthalt bei Ankaraspor war nicht von langer Dauer; nach nur sechs Monaten wechselte Yusuf Şimşek erneut den Verein und war neuer Spieler bei Akçaabat Sebatspor. Zur Saison 2005/06 verließ er Sebatspor und ging wieder bei Denizlispor auf Torejagd. Şimşek war Kapitän der Mannschaft und bester Torschütze der Saison 2007/08.
Şimşek wechselte zu Beginn der Spielzeit 2008/09 zu Bursaspor. In der Winterpause verließ er Bursaspor wieder und heuerte bei Beşiktaş Istanbul an.
Nach zwei Jahren in Istanbul verschlug es Şimşek zum Zweitligisten Kayseri Erciyesspor. Von diesem Verein trennte er sich bereits zum Saisonende und heuerte in der Doppelfunktion Spieler-Trainer beim Drittligisten Turgutluspor an.

### Nationalmannschaft
Im Jahr 2003 lief Şimşek einmal für die türkische A2-Fußballnationalmannschaft auf. Beim Future Cup 2003 stand er gegen die schottische Auswahl in der Startelf, wurde jedoch in der 39. Spielminute wegen eines groben Foulspiels vorzeitig mit der roten Karte des Feldes verwiesen.
Durch seinen konstanten Leistungen bei Denizlispor, wurde der Mittelfeldspieler im Jahr 2007 von dem damaligen Nationaltrainer Fatih Terim für die Länderspiele gegen Norwegen und Bosnien-Herzegowina in die Türkische Fußballnationalmannschaft berufen. Im Spiel gegen Norwegen wurde er in der zweiten Halbzeit eingewechselt und feierte im späten Alter von 32 Jahren sein Debüt im Nationaltrikot.
Er absolvierte insgesamt sechs A-Länderspiele für die Türkei.

## Trainerkarriere
Seine erste Erfahrung als Trainer machte er in der Doppelfunktion Spielertrainer beim Drittligisten Turgutluspor. Mit diesem Klub schaffte er es bis in die Playoffs der TFF 2. Lig und schied hier aus. Anschließend verließ er Turgutluspor.
Im Sommer 2012 übernahm er bei seinem ehemaligen Verein und jetzigen Zweitligisten Denizlispor den Posten des Cheftrainers. Die Einstellung bei Denizlispor wurde später vom Vereinspräsidenten Yurdal Duman revidiert und als Medienente dargestellt.
Zur Rückrunde der Saison 2012/13 wurde er beim Zweitligisten Çaykur Rizespor als Co-Trainer vorgestellt und assistierte seinem ehemaligen Cheftrainer Mustafa Denizli. Zum Saisonende wurde Rizespor Vizemeister der TFF 1. Lig und stieg in die Süper Lig auf. Nachdem Denizli sich mit Rizespor über eine weitere Zusammenarbeit nicht einigen konnte, verließ er und damit auch Şimşek den Verein.
Anfang Oktober 2013 wurde er beim Zweitligisten Denizlispor als Cheftrainer vorgestellt. Da Şimşek die notwendige Trainerlizenz nicht besitzt, stellte der Verein zusätzlich den Trainer Ümit Turmuş ein. Dieser hat offiziell als Cheftrainer gearbeitet und inoffiziell als Technischer Koordinator fungiert. Nach nur 75 Tagen Amtszeit verließ Şimşek den Verein. Als Grund nannte er Uneinigkeiten mit dem Vorstand, wobei auch den Spielern die Gehälter nicht pünktlich ausgezahlt wurden.
Im Januar 2014 übernahm Şimşek den Zweitligisten Karşıyaka SK. Im Februar 2015 trat er von seinem Amt zurück. Unmittelbar nach seinem Rücktritt in Izmir wurde Yusuf Şimşek Cheftrainer von Antalyaspor. Obwohl sein Vertrag ursprünglich bis zum Saisonende lief, wurde er im Dezember 2015 bei Antalyaspor entlassen.
Im Frühjahr 2016 übernahm er zum zweiten Mal Karşıyaka SK als Cheftrainer. Bereits nach etwa zwei Monaten verließ er den Verein.
Şimşek übernahm im Oktober 2016 die Mannschaft von Mersin İdman Yurdu, die zu diesem Zeitpunkt Tabellenvorletzter der TFF 1. Lig war. Diesen Verein verließ er bereits nach etwa dreimonatiger Amtszeit und übernahm Ende Februar 2017 den Zweitligisten Bandırmaspor. Auch diesen Verein verließ er nach dreimonatiger Amtszeit vorzeitig.
In der Sommerpause 2017 übernahm Şimşek zum zweiten Mal Denizlispor als Cheftrainer. Nach fünf Niederlagen aus sechs Spielen wurde der Vertrag am 26. September 2017 in gegenseitigem Einverständnis aufgelöst.